# محمد خالد الوزير
محمد خالد الوزير (11 مايو 1980 -)، ممثل كويتي. بدايته الفنية بعام 2005 في مسرحية عايلة قرقيعان مع الفنان طارق العلي.

## أعماله الفنية

### في التلفزيون
- 2005: مسرحية عايلة قرقيعان.
- 2007: مسرحية حاميها حراميها.
- 2007: مسرحية البيت بيتك.
- 2008: عيال بو سالم.
- 2008: صج حظوظ.
- 2008: مسرحية خاربة خاربة.
- 2009: طول بالك.
- 2009: مسرحية بو سارة في العمارة.
- 2010: زمن مريان.
- 2010: حريم عنزروت.
- 2011: حريم عنزروت 2.
- 2011: بو كريم برقبته سبع حريم.
- 2012: مسرحية بسنا فلوس.
- 2013: قرمش.
- 2013: مسرحية تحت الصفر.
- 2016: مسرحية قلب للبيع.
- 2017: مسرحية ولد بطنها.
- 2017: فيلم خميس وجمعة.
- 2018: مسرحية هلا بالخميس.
- 2018: مسرحية عايش وشايش.
- 2019: مسرحية عنتر المفلتر.
- 2021: غريب.

### من المسرحيات
- عنتر المفلتر
- عايلة قرقيعان.
- البيت بيتك.
- حاميها حراميها.
- خاربة خاربة.
- بو سارة في العمارة.
- بسنا فلوس.
- تحت الصفر.
- قلب للبيع.

## روابط خارجية
- محمد خالد الوزير على موقع قاعدة بيانات الأفلام العربية